# Bem Bom
Bem Bom som på svenska skulle kunna översättas till mycket bra var Portugals bidrag i Eurovision Song Contest 1982 och framfördes av gruppen Doce. Den slutade på en 13:e plats.